# Саманта Мортон
Саманта Мортон (енгл. Samantha Morton) је енглеска глумица, рођена 13. маја 1977. године у Нотингему (Енглеска).